# 约翰·巴普蒂斯塔·豪威尔特
约翰·巴普蒂斯塔·豪威尔特（Johan Baptista Houwaert，1533年—1599年），文艺复兴时期欧洲布鲁塞尔修辞协会成员。他主要效力于布拉班特公爵的宫廷。他发表有若干关于神话题材的剧作。